# Pablo Reinoso
Pablo César Reinoso Ojeda (Llay Llay, Chile, 18 de diciembre de 1985) es un exfutbolista chileno. Jugaba de arquero y se formó en las inferiores de Unión Española.

## Clubes
| Club                       | País  | Año       |
| -------------------------- | ----- | --------- |
| Deportes Puerto Montt      | Chile | 2005      |
| Rayo del Pacífico          | Chile | 2006      |
| San Luis                   | Chile | 2007      |
| Trasandino                 | Chile | 2008      |
| Naval                      | Chile | 2009      |
| Audax Italiano             | Chile | 2010-2011 |
| Unión Española             | Chile | 2012      |
| San Marcos de Arica        | Chile | 2013      |
| Deportes Linares           | Chile | 2013      |
| Ñublense                   | Chile | 2014-2017 |
| Independiente de Cauquenes | Chile | 2018-2019 |